# Fiscio
En la mitología griega Fiscio o Fisco (en griego Φύσκος) fue un rey de la Lócride y epónimo del pueblo que lleva su nombre, Fisco. Era hijo de Anfictión y de Ctonópatra, y además también padre de Locro.
De todas formas otros autores lo imaginaron como nieto de Anfictión a través de Etolo.